# Orfeo dolente

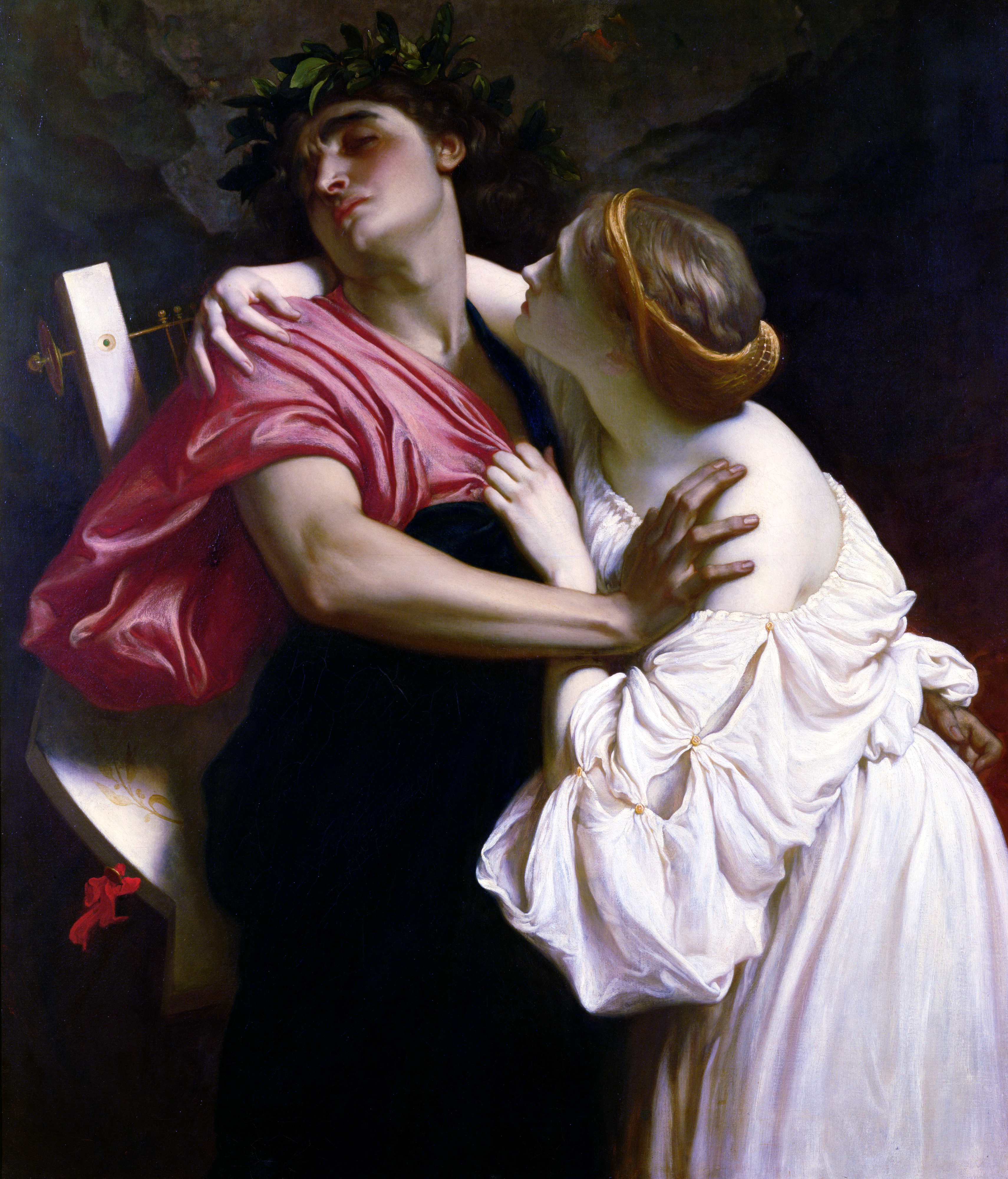
Orfeo ed Euridice
Frederic Leighton - 1864

Orfeo dolente è un'opera musicale di Domenico Belli, esempio di stile rappresentativo della prima epoca del barocco.
L'opera - suddivisa in  cinque intermezzi - venne rappresentata per la prima volta a Palazzo Gherardesca di Firenze, abitazione di  Ugo Rinaldi, nel 1616.
Il mito di Orfeo - che ricorre in questo come in altri componimenti coevi - fu un tema centrale per le origini dell'opera lirica è questo componimento è considerato  tutt'oggi uno dei migliori esempi del cosiddetto recitarcantando.

Il noto compositore e direttore d'orchestra italiano Bruno Maderna ne realizzò una trascrizione nel 1968.
Belli, che avrà in fine di carriera una scarsa produzione musicale, è stato definito - anche in virtù di questa opera - un ricercatore di passioni attraverso la musica. Una ricerca fatta attraverso procedimenti moderni per i suoi tempi, esaltati nell'uso di violente dissonanze. Viene descritto come eccelso nel tragico, scegliendo di sottolineare questo aspetto rinunciando agli abbellimenti nella parte vocale usati dai suoi contemporanei.
Fiorentino di nascita e coevo di altri padri dell'opera lirica (da Jacopo Peri, a Giulio Caccini, da Emilio de' Cavalieri - autore della Rappresentazione di anima e di corpo - e Marco di Gagliano) elaborò questa sua opera insieme ad altri spettacoli di corte, quali balli, intermezzi e persino una favola marittima  sulla storia di Andromeda.
Assieme all'Orfeo dolente, Belli dette alle stampe nel medesimo anno - il 1616 - altre due raccolte di musica: l'Officium defunctorum e il suo Primo libro delle Arie, opere che tutt'oggi costituiscono le uniche tracce della sua attività compositiva.
Nell'Orfeo il compositore fiorentino cerca in questo caso più ancora che altrove, e in linea con l'operato degli autori del suo tempo, strade diverse per esprimere un tipo di musica che rifletta - in maniera più aderente alle nuove necessità ed urgenze richieste dai nuovi spettacoli di corte - una esplicita espressione delle passioni. 

Per raggiungere questo obiettivo fa quindi ricorso a procedimenti moderni, se rapportati all'epoca, con un arricchimento della formula monodica, di per sé già avanti nei tempi, attraverso violente (e artificiose, si direbbe) dissonanze (e alcune arie giunte ai giorni attuali - tipo Di vostri occhi e Ardo ma non ardisco - ne sono una evidente testimonianza). 

Inoltre, negando qualsiasi abbellimento del canto - e privilegiando il fluire delle note - lascia quasi intendere una preponderanza della musica rispetto alla cantabilità nell'espressione di ogni tipo di affetto (teoria che troverà poi una conferma neppure troppo indiretta nel Settecento quando si affermerà il concetto del Prima la musica, poi le parole).